# Raketenschlag auf Winnyzja (Juli 2022)
Am 14. Juli 2022 starteten die russischen Streitkräfte einen Raketenangriff auf die ukrainische Stadt Winnyzja in der Zentralukraine, bei dem 28 Menschen, darunter 3 Kinder und 3 Offiziere der ukrainischen Luftwaffe, getötet und mindestens 100 weitere verletzt wurden. Das Ereignis ist Teil des russischen Überfalls auf die Ukraine; die Ukraine wertet es als Kriegsverbrechen.

## Ablauf
Am 14. Juli 2022, gegen 10:10 Uhr, ertönte in der Stadt der Fliegeralarm. Gegen 10:42 Uhr meldeten Anwohner drei Explosionen in der Stadt. Zuvor bemerkten die Anwohner eine Rakete, die über die Stadt Berschad und Winnyzja flog. Laut ukrainischen Behörden haben die russischen Streitkräfte vier Kalibr-Marschflugkörper von einem U-Boot im Schwarzen Meer abgefeuert. Zwei der Raketen konnten vor dem Auftreffen zerstört werden, die anderen beiden trafen zivile Gebäude, darunter ein medizinisches Zentrum, Büros, Geschäfte und Wohngebäude. Einige Verwirrung bescherte der Name des Zentrums „Haus des Offiziers“. Dabei handelt es sich jedoch nicht um eine militärische Einrichtung, sondern um ein Kulturzentrum. An diesem Tag sollte die ukrainische Sängerin Roksolana Sirota ein Konzert geben. Lokale Beamte wiesen darauf hin, dass Kalibr-Raketen hochpräzise seien, was bedeutet, dass die Russen gezielt auch Zivilisten anvisierten und wussten, wen und was sie angriffen.
Der Beschuss erfolgte, während sich bei einer Konferenz in Den Haag mehr als 30 Minister Europas sowie anderer westlicher Staaten trafen, um ein gemeinsames Vorgehen zur Aufarbeitung von Kriegsverbrechen in der Ukraine zu besprechen.

## Reaktionen
Insbesondere der Tod eines vierjährigen Kindes ging im Anschluss viral und wurde laut The Guardian zu einem „ergreifenden Symbol der hohen zivilen Opfer der russischen Invasion.“ Die Mutter des Kindes mit Down-Syndrom hatte die Stunden vor dem Tod ihrer Tochter in den sozialen Medien dokumentiert. Das Schicksal des jungen Mädchens thematisierte Olena Selenska auf Instagram, ein Video wurde im US-amerikanischen Kongress gezeigt.
Der ukrainische Präsident Wolodymyr Selenskyj schrieb kurz nach Beginn des Angriffes in seinem Telegram-Kanal: „Winnyzja. Raketenangriffe im Stadtzentrum. Es gibt Verwundete und Tote, darunter ein kleines Kind. Jeden Tag zerstört Russland die Zivilbevölkerung, tötet ukrainische Kinder, richtet Raketen auf zivile Objekte. Wo es nichts militärisches gibt. Was ist das, wenn nicht ein offener Terroranschlag? Unmenschlich. Land der Mörder. Ein Land der Terroristen“.
António Guterres, Generalsekretär der Vereinten Nationen, zeigte sich über den Angriff „entsetzt“ und verurteilte den Angriff in einer Erklärung. Am gleichen Tag erschien ein gemeinsames Statement vom EU-Außenbeauftragten Josep Borrell und dem EU-Kommissar für humanitäre Hilfe und Krisenschutz Janez Lenarčič, in dem beide den Angriff als jüngstes Beispiel  in einer Reihe von russischen Angriffen gegen zivile Ziele anführten und ihn verurteilten. Sie nannten das Vorgehen Russlands „barbarisch“ und unvereinbar mit den internationalen Menschenrechten.
Die Bundesregierung Deutschlands bezeichnete den Angriff in einer Erklärung als „Akt der Grausamkeit“. Wolfgang Büchner, stellvertretender Sprecher der Bundesregierung, hob hervor, dass sich die Stadt weitab der Frontlinie befand und sagte: „Der russische Angriff traf die ukrainische Zivilbevölkerung und zeigt einmal mehr, dass Russland in diesem Krieg massiv gegen die Regeln des Völkerrechts verstößt.“
Das Verteidigungsministerium Russlands erkannte den Angriff auf Winnyzja am nächsten Tag offiziell an. Es stellte den Raketenangriff, der fernab der Front erfolgte, als einen Schlag „mit hochpräzisen Raketen“ dar und erwähnte die getöteten Kinder dabei nicht. Es seien vielmehr Teilnehmer von Verhandlungen zwischen ukrainischen Luftwaffenkommandeuren und „ausländischen Waffenlieferanten“ getroffen worden.
Für Reinhard Veser handelte es sich um einen Akt des staatlichen Terrorismus, der hier besonders deutlich werde, da Winnyzja Hunderte von Kilometern entfernt von der Front liege. Ein normales Leben in der Ukraine solle nicht mehr möglich sein.